# Záchlumí, Tachov
Záchlumí là một làng thuộc huyện Tachov, vùng Plzeňský, Cộng hòa Séc.